# Peter Hudson (Offizier)
Sir Peter Hudson, KCB, CBE (* 14. September 1923; † 8. August 2000) war ein britischer Offizier und zuletzt Generalleutnant der British Army, der unter anderem von 1977 bis 1980 als Deputy Commander-in-Chief, United Kingdom Land Forces stellvertretender Oberkommandierender der Landstreitkräfte war. Darüber hinaus bekleidete er zwischen 1986 und 1989 das zeremonielle Amt des Lieutenant of the Tower of London.

## Leben
Peter Hudson war der Sohn von William Hudson, einem Hauptmann der Rifle Brigade, und dessen Ehefrau Ivy Brown. Nach dem Besuch des Wellingborough School begann er ein Studium am Jesus College der University of Cambridge und trat während des Zweiten Weltkrieges 1944 in die Rifle Brigade ein. Nach Ende des Zweiten Weltkriegs folgten zahlreiche Verwendungen als Offizier und Stabsoffizier sowie Einsätze während des Mau-Mau-Krieges (1952 bis 1960) in der Kolonie Kenia und des sogenannten Malayan Emergency in British Malaya. Er wurde für seine Verdienste 1965 Mitglied (Member) des Order of the British Empire (MBE) und war als Oberstleutnant (Lieutenant-Colonel) zwischen März 1966 und 1967 Kommandeur des 3. Bataillons der Royal Green Jackets. Als Brigadegeneral (Brigadier) war er zwischen Dezember 1968 und September 1970 Kommandeur der 39. Infanteriebrigade (39th Infantry Brigade), die zu Beginn des Nordirlandkonfliktes und der darauf folgenden sogenannten „Operation Banner“ 1969 nach Nordirland verlegt wurde. Für seine dortigen Verdienste wurde er 1970 Companion des Order of the Bath (CB). Im April 1972 wechselte er in das Verteidigungsministerium des Vereinigten Königreichs und übernahm dort bis Mai 1973 den Posten als stellvertretender Direktor für Heeres-Stabsdienste (Deputy Director of Army Staff Duties).
Nach seiner Beförderung zum Generalmajor (Major-General) wurde Hudson im Juni 1973 Nachfolger von Generalmajor David Scott-Barrett als Kommandeur des Militärbezirks Ost (Eastern District), der 1967 aus der 54th (East Anglian) Division entstanden war, und hatte dieses Kommando bis zu seiner Ablösung durch Generalmajor David Tabor im Februar 1975 inne. Danach fand er zwischen Februar 1975 und Januar 1977 Verwendung als Chef des Stabes der Alliierten NATO-Streitkräfte Nordeuropa AFNORTH (Chief of Staff, Allied Forces Northern Europe). Im März 1977 wurde er zum Generalleutnant (Lieutenant-General) befördert und löste im Anschluss Generalleutnant Sir Hugh Beach als Deputy Commander-in-Chief, United Kingdom Land Forces ab und war damit bis zu seinem Eintritt in den Ruhestand sowie seiner Ablösung durch Generalleutnant Sir Frank Kitson im Mai 1980 stellvertretender Oberkommandierender der Landstreitkräfte. Im Zuge der sogenannten „Birthday Honours“ wurde er am 11. Juni 1977 zum Knight Commander des Order of the Bath (KCB) geschlagen, so dass er fortan den Namenszusatz „Sir“ führte. Darüber hinaus bekleidete er als Nachfolger von Generalleutnant Sir Hugh Cunningham zwischen dem 1. März 1986 und seiner Ablösung durch Generalleutnant Sir Derek Boorman am 1. März 1989 das zeremonielle Amt des Lieutenant of the Tower of London.
Aus seiner am 19. November 1949 geschlossenen Ehe mit Susan Anne Knollys (1927–2018), Tochter von Major Vernon Cyprian Knollys und Dorothea Susan Gull, ging die Tochter Jessica Rosemary Hudson (* 1963) hervor.